# Fulda bernieri
Fulda bernieri är en fjärilsart som beskrevs av Jean Baptiste Boisduval 1833. Fulda bernieri ingår i släktet Fulda och familjen tjockhuvuden. Inga underarter finns listade i Catalogue of Life.

## Bildgalleri

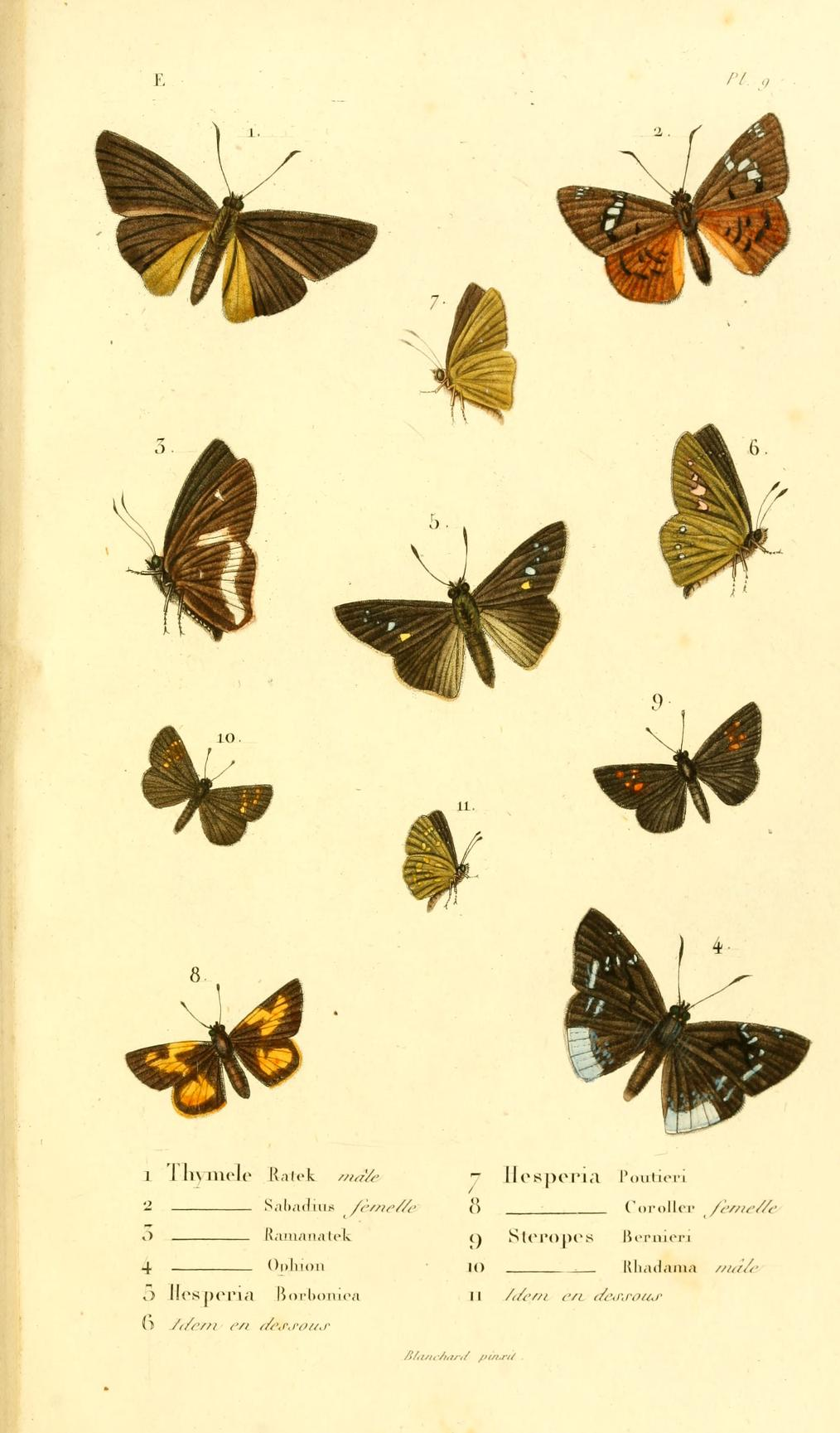
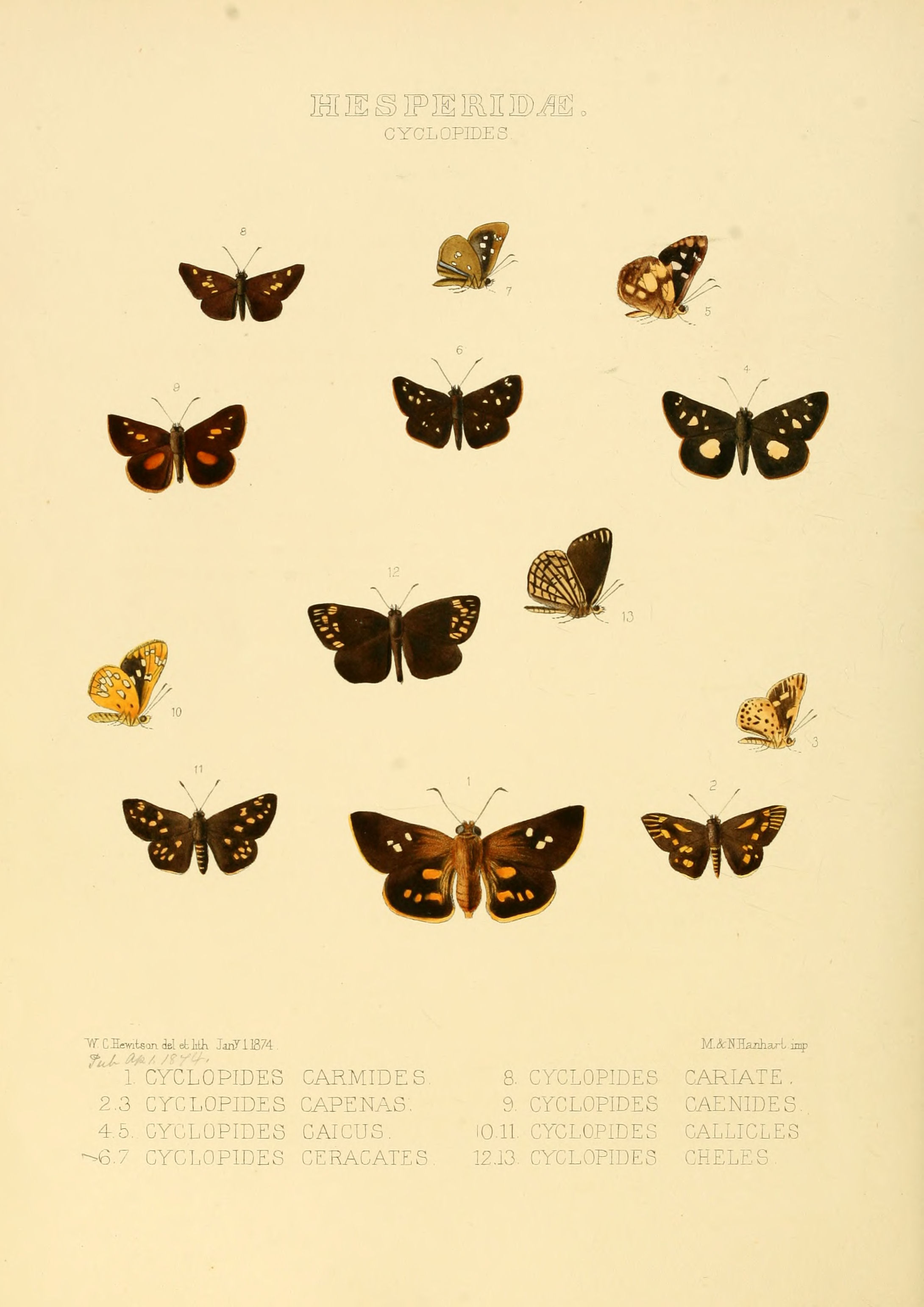